# Synaptic
Synaptic Package Manager (vaak: Synaptic) is een vrij computerprogramma dat een grafische gebruikersinterface in GTK+ biedt voor Advanced Packaging Tool (APT), het pakketbeheerprogramma voor Debian en afgeleide Linuxdistributies. Synaptic wordt doorgaans gebruikt op systemen met .deb-pakketten maar het kan ook gebruikt worden op systemen met RPM-pakketten (met het programma apt4rpm). Het is beschikbaar onder de GPL. In Ubuntu 11.10 werd Synaptic vervangen door Ubuntu Software Center.

## Geschiedenis
De ontwikkeling van Synaptic werd gestart door het bedrijf Conectiva die een grafische gebruikersinterface wilde voor APT. Alfredo Kojima, destijds een werknemer bij Conectiva, werd gevraagd dit programma te ontwikkelen.

## Overzicht
Enkele mogelijkheden van Synaptic zijn:
- beheer van allerlei pakketten tegelijkertijd
- beheer van de gebruikte repositories (locaties waarvan de pakketten gedownload worden)
- zoeken en weergeven van pakketten op basis van bepaalde criteria
- oplossen van afhankelijkheden tussen pakketten
- uitvoeren van upgrades voor het gehele systeem

## Kynaptic
Het programma Kynaptic is een grafisch pakketbeheerprogramma voor KDE en APT dat gebaseerd is op de broncode van Synaptic.